# Rapporti tra Carlo V e Francesco I
(Francesco Guicciardini in Storia D'Italia.)
I rapporti tra Carlo V e Francesco I contrassegnarono gran parte della storia delle guerre d'Italia del XVI secolo. Francesco I di Valois-Angoulême era salito al trono di Francia nel 1515, succedendo a Luigi XII di Valois-Orléans, del quale era cugino e genero. Infatti ne aveva sposato la figlia Claudia. Nei primissimi anni del suo regno Francesco riaffermò l'influenza francese sull'Italia del Nord e strinse accordi con papa Leone X, legando il clero alla corona.
Eletto Imperatore Carlo V d'Asburgo nel 1519, era inevitabile che i due sovrani prima o poi sarebbero entrati in conflitto.
Carlo, infatti, intendeva ripristinare gli antichi confini della Borgogna; operazione che poteva attuarsi soltanto a spese di una sottrazione di territori dalla Francia. Non solo. Ma possedeva anche il concetto di "impero universale". Tutto ciò si scontrava con gli interessi di Francesco che, a sua volta, possedeva mire espansionistiche verso i Paesi Bassi e che non aveva alcuna intenzione di perdere i propri territori borgognoni. Francesco, inoltre, mirava al possesso del Ducato di Milano e, più in generale, dell'Italia settentrionale, soprattutto al fine di poter ostacolare i collegamenti tra le due parti dell'Impero, Austria e Spagna, nell'Europa meridionale.
Carlo, possedendo la corona di Spagna, quella d'Austria e quella di S.R.I., nonché quella di Napoli, di Sicilia e di Sardegna e possedendo anche le Fiandre e buona parte dei Paesi Bassi, aveva praticamente accerchiato la Francia, per cui ben si comprende come il conflitto tra i due sovrani era destinato a scoppiare molto presto.
Nell'arco di tempo che va dal 1521 al 1544, ben quattro furono i conflitti che videro opposti Carlo V e Francesco I, spesso vinti dal primo, ma mai in maniera decisiva.

## Antefatto
Per meglio comprendere la genesi dei conflitti tra i due sovrani, si rende necessaria una riflessione circa il Ducato di Milano, il cui possesso costituì il "casus belli" dell'intera vicenda che vide coinvolti gli Asburgo e i Valois-Angouleme per oltre vent'anni, nella prima metà del XVI secolo.
Alla metà del XV secolo, Bianca Visconti, figlia di Filippo Maria, ultimo Visconti Duca di Milano, andò in sposa a Francesco Sforza, comandante dell'esercito del Ducato, il quale, a seguito di accordi con Venezia e dopo aver assediato Milano, nel 1450 si fece proclamare Duca di Milano.
A Francesco Sforza successe il figlio Galeazzo Maria il quale venne ucciso in una congiura nel 1476. Il Ducato passò quindi a suo figlio Gian Galeazzo che, avendo soltanto sette anni, fu posto sotto la reggenza della madre Bona di Savoia, la quale si fece assistere dai due fratelli del marito defunto, Sforza Maria Duca di Bari e Ludovico Mauro, detto Ludovico il Moro, Conte di Mortara. Gian Galeazzo morì nel 1494, all'età di soli 25 anni, dando così via libera a Ludovico il Moro che portò il Ducato di Milano sotto l'influenza degli Asburgo.
Queste vicende non solo segnarono il passaggio dei poteri, nel Ducato di Milano, dalle mani dei Visconti alle mani degli Sforza, ma anche l'ingresso del Ducato nella sfera d'influenza degli Asburgo.
Alcune fonti storiche riferiscono della esistenza di un "testamento dei Visconti", secondo il quale, in caso di estinzione della discendenza maschile, il Ducato sarebbe dovuto andare agli eredi di Valentina Visconti, andata sposa, un paio di generazioni prima, al Duca Luigi d'Orléans. Nella fattispecie, gli eredi sarebbero stati prima Luigi XII, poi Francesco I, entrambi Re di Francia e discendenti diretti di Luigi d'Orléans.
Il Ducato, invece, contrariamente alla disposizione testamentaria, era andato in dote a Bianca Visconti, moglie di Francesco Sforza.
Da ciò nacque la rivendicazione dei Re di Francia sul Ducato di Milano con la conseguente scelta di Ludovico il Moro, appena diventato il Duca, di portare Milano sotto la protezione degli Asburgo.
Già nel 1508, con la "Lega di Cambrai", Luigi XII, alleato del papa Giulio II contro Venezia, riuscì a venirne in possesso. Ma pochi anni dopo, nel 1511, con un rovesciamento di alleanze, lo stesso Papa Giulio II formò la "Lega Santa'", con Massimiliano d'Asburgo ed Enrico VIII, Re d'Inghilterra, contro Luigi XII, il quale, a seguito delle sconfitte di Guinegatte e Novara, nel 1513, dovette cedere nuovamente il Ducato, il quale ritornò sotto l'influenza asburgica.
Questa era la situazione del Ducato di Milano nel momento in cui, nel 1515, Francesco salì sul trono di Francia.
Il primo atto del nuovo sovrano fu proprio la riconquista del Ducato di Milano, avvenuta proprio in quell'anno con la vittoriosa battaglia di Marignano (oggi Melegnano), sconfiggendo Massimiliano Sforza, sostenuto da svizzeri e spagnoli, e ripristinando il predominio francese nell'Italia settentrionale.
Le ragioni per le quali Francesco si affrettò, come primo atto del suo nuovo regno, alla riconquista di Milano, furono essenzialmente le seguenti:
- la rivendicazione testamentaria dei Visconti: Francesco aveva sposato Claudia d'Orleans, figlia di Luigi XII e, quindi, discendente diretta ed erede legittima di Valentina Visconti;
- il desiderio di acquisire la cultura italiana: Francesco riteneva, infatti, che la migliore cultura europea risiedesse in Italia, ed egli ne aveva bisogno in Francia perché intendeva fare del suo paese il faro d'Europa;
- i timori per ciò che sarebbe diventato Carlo d'Asburgo: Francesco, infatti, aveva già compreso quale grande potere stava per concentrarsi nelle mani di Carlo, una volta scomparsi Ferdinando d'Aragona e Massimiliano d'Asburgo; per la qual cosa si rendeva necessario, per la Francia, l'acquisizione di nuove aree strategiche al fine di poter trattare, in futuro, da posizioni di forza; il Ducato di Milano era il territorio ideale allo scopo, sia come posizione strategica che come estensione; era, infatti, il territorio più vasto d'Italia, eccezion fatta per il Regno di Napoli.

A seguito della conquista del Ducato di Milano e con il successivo concordato firmato a Bologna nell'autunno del 1515 con il nuovo Papa Leone X, Francesco I aveva instaurato l'egemonia francese nell'Italia del Nord, a Genova e nei Ducati di Parma e Piacenza. Inoltre promise di restituire Modena e Reggio al Duca di Ferrara. Il Papa riconosceva la completa giurisdizione del Re sulla Chiesa francese in cambio della istituzione di una Repubblica nella città di Firenze. Il Papa, che era pur sempre un Medici, ritenne che era meglio una Firenze repubblicana ma indipendente che una Firenze monarchica ma assoggettata completamente ai francesi. Con il concordato di Bologna il Papa diventava, quindi, alleato della Francia.
L'Italia meridionale restava nelle mani degli spagnoli.
Ciò vuol dire che, con il Concordato di Bologna, gli Asburgo erano stati estromessi completamente dall'Italia che era un'area notoriamente strategica per tutte le potenze d'Europa.
Quando Carlo di Gand entrò in possesso della corona spagnola (1516) e di quella imperiale (1519), la situazione cominciò a cambiare.
La rivalità tra la Francia e gli Asburgo scoppiò immediatamente proprio nel 1519, allorché si dovette procedere alla elezione del nuovo Imperatore che doveva succedere al defunto Massimiliano d'Asburgo. I candidati erano Carlo e Francesco. Carlo, sostenuto economicamente dai banchieri tedeschi Fugger, riuscì a comperare i voti dei Principi elettori e prevalse sul rivale francese.
Con l'elezione di Carlo d'Asburgo alla corona imperiale, la Francia, dal punto di vista territoriale, non aveva più alcuna possibilità di movimento essendo completamente circondata dagli Asburgo e dal mare. Francesco, via terra, poteva accedere soltanto al Ducato di Milano. Per far ciò doveva, però, valicare le Alpi, dalla via di Susa attraverso il passo del Moncenisio, oppure da Pinerolo attraverso il passo del Monginevro, o, infine, il passo dell'Argentiére, attraverso il quale era passato nel 1515 per conquistare Milano. Ma i valichi erano angusti e impraticabili per gran parte dell'anno e ciò rendeva insoddisfacente il controllo della pianura padana da parte dei francesi, soprattutto se si considera che la pianura padana era più facilmente accessibile da parte degli austriaci attraverso il passo del Brennero.
Quest'ultima circostanza, unitamente all'alleanza tra gli Sforza e gli Asburgo, aveva tagliato anche l'ultima via di uscita di Francesco dalla Francia. Fu giuocoforza per il Re di spezzare l'accerchiamento.
Francesco ruppe gli indugi e diede avvio alle operazioni belliche contro Carlo.

## Prima guerra: 1521-1526
Nel 1521 Carlo V stava attraversando un momento molto difficile, a causa di disordini politici in Spagna e a causa del sopravvenuto scontro dottrinale tra Lutero e la Chiesa cattolica di cui Carlo stesso si considerava il più strenuo difensore. Era in corso, infatti, la Dieta di Worms nella quale si stavano dibattendo le tesi di Lutero.
Francesco, approfittando di ciò, alleatosi con Venezia e con gli svizzeri, attaccò Carlo su due fronti: ad occidente in Navarra e ad oriente in Lombardia. Fu sconfitto su entrambi i fronti e Milano fu ricondotta sotto gli Asburgo.
Sul finire del 1521, poco prima di morire, Papa Leone X, già alleato della Francia a seguito del concordato di Bologna del 1516, effettuò un primo rovesciamento di alleanza: approfittando della sconfitta di Francesco diede il suo appoggio all'Imperatore Carlo V, ritenendo che il ritorno degli Sforza a Milano e, quindi, degli Asburgo in Italia, gli avrebbe permesso di riacquistare i ducati di Parma e Piacenza, ma non fece in tempo a raccogliere i frutti della sua politica a causa della morte improvvisa.
A papa Leone successe il vescovo di Tortosa, Adriaan Florensz, olandese, già precettore di Carlo, il quale salì sul soglio pontificio con il nome di Adriano VI.
Ai princìpi del 1523, papa Adriano scoprì una trama di Francesco tesa alla riconquista del regno di Napoli, presumibilmente come antica eredità angioina. Il papa ruppe le relazioni diplomatiche con Parigi e si schierò apertamente al fianco di Carlo V che era già alleato di Enrico VIII d'Inghilterra e di Venezia.
Nello stesso anno morì prematuramente anche papa Adriano, cui successe Giulio de' Medici col nome di Clemente VII. Giulio de' Medici era cugino di papa Leone X.
Nel 1524, Francesco scese in Italia mettendosi personalmente alla testa del suo esercito e riconquistò Milano. Clemente VII, che aveva ereditato l'alleanza con Carlo V dal suo predecessore, riprese il progetto di riconquista di Leone X effettuando, di conseguenza, nel 1525 un nuovo rovesciamento di alleanza, schierandosi al fianco di Francesco, il quale concedeva al Papa di rientrare in possesso dei Ducati di Parma e Piacenza e di ristabilire la signoria dei Medici su Firenze, e ricevendone in cambio il passaggio, attraverso i territori dello stato pontificio, verso il Regno di Napoli.
Francesco mise sotto assedio Pavia, ma, attaccato dalle truppe imperiali, fu sconfitto e fatto prigioniero. Fu rinchiuso prima nella fortezza di Pizzighettone e poi condotto prigioniero a Madrid. In Francia, la reggenza del Regno passò nelle mani di Luisa di Savoia, madre di Francesco.
Papa Clemente, disorientato dalla sconfitta dei francesi, denunciò l'accordo con Francesco e propose a Carlo di schierarsi al suo fianco a patto che questi tutelasse i diritti dello Stato pontificio e dei Medici a Firenze e garantendo, da parte propria, le pretese spagnole su Milano.
Tale alleanza non si consolidò per la ovvia diffidenza di Carlo nei confronti dei continui rovesciamenti di alleanze da parte della Santa Sede.
Carlo V, vittorioso, sottopose a Francesco un trattato di pace che prevedeva:
- la rinuncia alla Borgogna che doveva rientrare nel possesso degli Asburgo;
- la rinuncia della Francia ad ogni pretesa sull'Italia;
- l'autonomia della Provenza e del Delfinato;
- il ritorno all'Inghilterra della Normandia, dell'Angiò e della Guascogna.

Le condizioni imposte da Carlo erano talmente umilianti che Francesco oppose un netto rifiuto preferendo la prigione. Il rifiuto di Francesco e della madre Luisa si protrasse fino al mese di gennaio del 1526, quando Francesco si decise ad accettare tutte le clausole firmando il Trattato di Madrid; non solo, ma accettò anche di sposare la sorella maggiore di Carlo, Eleonora. Dopo di che poté rientrare in Francia, non prima di aver acconsentito a lasciare come ostaggi a Madrid i due figli maschi, il Delfino Francesco ed Enrico.
Appena rientrato in Francia, Francesco rinnegò il trattato, a ciò indotto anche da Papa Clemente, che lo sciolse dal giuramento sostenendo, ufficialmente, che la firma del trattato gli era stata estorta con la forza. Invero il motivo per il quale Clemente VII diede il suo appoggio a Francesco nel rinnegare il trattato con Carlo V era di tutt'altra natura, ed interessava direttamente lo Stato Pontificio. Il Papa, infatti, si era reso ben conto che lo Stato della Chiesa era territorialmente compresso dai possedimenti di Carlo d'Asburgo, sia nell'Italia settentrionale come nell'Italia meridionale. Ciò avrebbe potuto indurre l'Imperatore ad unificare l'Italia in un unico Stato, sopprimendo, ovviamente, lo Stato della Chiesa. Per poter mantenere l'integrità territoriale dello Stato Pontificio e la sua autonomia, Papa Clemente riteneva che l'Italia settentrionale e quella meridionale dovevano essere sempre separate e sotto il dominio di dinastie contrapposte.
A tal fine nacque, nel maggio del 1526, la Lega di Cognac (o Lega Santa), un'alleanza tra il Papa, Francesco I, Milano, Venezia e Firenze, contro Carlo V.
Erano le premesse per il secondo conflitto tra i due sovrani.

## Seconda guerra: 1526-1529
Carlo V prese atto della costituzione della nuova Lega e tentò di riconquistare il Papa alla causa degli Asburgo. Non riuscendo in ciò e non essendo in grado di intervenire militarmente di persona a causa delle difficoltà che in quel momento l'Imperatore attraversava sia sul fronte interno per le agitazioni dei riformisti luterani sia sul fronte esterno per le schermaglie ad opera dei Turchi sul confine orientale dell'Impero, pensò bene di intervenire per interposta persona.
Scatenò, infatti, contro il Papa la potentissima famiglia dei Colonna, acerrimi nemici di Papa Clemente. Questi, sopraffatto, si rifugiò in Castel Sant'Angelo e fu costretto, con la falsa mediazione dell'ambasciatore spagnolo Moncada, a perdonare i Colonna e a riallinearsi politicamente agli Asburgo, pur di riavere la cattedra di Pietro. Subito dopo, però, chiese l'intervento della Francia e dell'Inghilterra contro Carlo, scatenando le ire dell'Imperatore e la sua decisione di un intervento militare diretto.
L'intervento militare, però, fu preceduto da un altro evento in campo religioso. Nello stesso periodo era riunita a Spira, in Germania, la Dieta dei principi tedeschi i quali stavano dibattendo il problema religioso che era scoppiato in Germania con il sorgere del luteranesimo accanto alle già consolidate religioni cattolica e ortodossa. Carlo V fece approvare un documento nel quale, nonostante egli fosse il principale paladino della Chiesa cattolica, consentiva a tutte le religioni pari dignità e libertà di professione oltre a consentire il matrimonio dei preti; non solo, ma consentiva che ciascun principe scegliesse il proprio credo per sé e per lo Stato da lui rappresentato. Ciò voleva dire che il luteranesimo acquistava parità di diritti con tutte le altre fedi. Ovviamente tale decisione fu un grande affronto al papa.
Dopo di che inviò a Roma un contingente di lanzichenecchi, mercenari germanici, al comando di Georg von Frundsberg, i quali, il 6 maggio 1527, misero la città a ferro e a fuoco. Questa vicenda è comunemente nota come il sacco di Roma. I saccheggi e le distruzioni cui fu sottoposta la città furono di una gravità tale da suscitare la riprovazione totale di tutto il mondo civile, indipendentemente dalla confessione religiosa.
Anche Carlo V prese le distanze dall'operato delle sue squadracce germaniche, ma colse l'occasione di imporre a papa Clemente VII un duro e umiliante trattato di pace, che prevedeva il versamento di una notevole somma di denaro oltre alla consegna dei ducati di Parma, Piacenza e Modena e delle fortezze di Ostia, Civitavecchia, Civita Castellana e Castel Sant'Angelo.
Il "sacco di Roma" e la prigionia del Papa indussero Francesco a riprendere le armi contro Carlo v al fine di restituire la libertà al Pontefice. Nell'estate del 1527, infatti, mentre l'esercito francese riconquistava Asti, Novara, Alessandria e Pavia, e rimetteva Milano nelle mani di Francesco Sforza, Francesco I concluse una nuova alleanza anti-imperiale, preparandosi nuovamente a dichiarare guerra a Carlo V; la qual cosa avvenne nella tarda primavera del 1528.
Francesco attaccò Napoli via mare, ma non poté portare a termine l'impresa sia per il venir meno dei genovesi che gli negarono le navi sia per il sopraggiungere della peste che decimò tutto il contingente francese riducendolo a ben poca cosa. I francesi furono costretti alla capitolazione ad Aversa e, per il Re di Francia, fu un'altra disfatta dopo quella subita nel precedente conflitto.
Si imponeva la pace, che, se era necessaria per il Re, lo era altrettanto per l'Imperatore, il quale era in grandi difficoltà sia nei rapporti con alcuni Stati ribelli tedeschi e sia nei rapporti con la Spagna, che accusava Carlo di badare troppo all'Italia e troppo poco alla Spagna.
Si giunse così alla Pace di Cambrai, che mise fine al secondo conflitto tra Carlo e Francesco. La Pace di Cambrai fu detta anche "delle due dame" in quanto i negoziati furono condotti da due donne: Margherita d'Austria, zia di Carlo e Luisa di Savoia, madre di Francesco. La necessità di affidare i negoziati alle "due dame" nasceva dal fatto che esse erano le uniche persone in grado di convincere i due sovrani che la pace era perseguibile ad una sola condizione, e cioè che Francesco rinunciasse al Ducato di Milano e Carlo rinunciasse alla riconquista della Borgogna.
Il trattato di pace fu firmato a Cambrai il 3 agosto 1529. Francesco rinunciava ad ogni pretesa in Italia e cedeva all'Imperatore le città di Hesdin, Arras, Lilla e Tournai, oltre a riconoscergli piena sovranità sulle Fiandre e su Cambrai. Inoltre Carlo V stipulò un accordo con papa Clemente VII a Barcellona, mediante il quale il Papa prometteva a Carlo la corona imperiale in cambio della restaurazione dei Medici a Firenze da cui erano stati cacciati nel 1527 a seguito di una congiura di oligarchi.
Il Papa, in attuazione degli accordi raggiunti con la Pace di Barcellona, incoronava Carlo V Re d'Italia il 22 febbraio 1530 a Bologna e, due giorni dopo, Imperatore del Sacro Romano Impero. Non vi fu più altra incoronazione ad opera di un papa.
La Pace di Cambrai apriva una tregua nei conflitti tra i due sovrani.

## Terza guerra: 1536-1538
Con la firma della Pace di Cambrai, la conflittualità tra i due sovrani sembrava essersi placata. In effetti covava latente, perché Carlo V non aveva rinunciato alla sua concezione dell'Impero universale sotto la guida degli Asburgo e Francesco I era comunque intenzionato ad impedire tale disegno.
L'Imperatore, allora, non potendo raggiungere i suoi scopi attraverso le armi o la diplomazia, cominciò a mettere in atto una politica matrimoniale, attraverso la quale, combinando sapientemente i matrimoni tra i rampolli delle varie dinastie europee, avrebbe condotto tutti gli Stati sotto il controllo imperiale. Ma la stessa cosa fece Francesco I, in particolare in Italia, con due matrimoni. Il primo tra la cognata Renata di Francia e il duca Ercole II d'Este; il secondo tra Caterina de' Medici, nipote di Papa Clemente VII, ed il proprio figlio Enrico (che sarebbe diventato a sua volta Re di Francia come successore dello stesso Francesco).
Ma Francesco I non si contentò di contrastare Carlo V soltanto con la medesima arma della politica matrimoniale. Il Re di Francia, infatti, inaugurò anche una politica cosiddetta di "equilibrio di poteri", mettendosi a capo di una lega antiasburgica comprendente, volta a volta, il Re d'Inghilterra, il Papa, i Principi luterani e i Turchi e facendo pressioni soprattutto su questi ultimi affinché aprissero contro l'Imperatore un secondo fronte bellico nel Mediterraneo. La qual cosa ebbe un certo esito positivo, tant'è che Carlo V diede avvio alla spedizione che lo portò alla conquista di Tunisi nel 1535.
Di ritorno dall'Africa Carlo V si fermò in Italia, dove, a Roma nell'aprile del 1536, incontrò il nuovo papa Paolo III eletto due anni prima. Il soggiorno in Italia e i colloqui con il Papa dovevano servire all'Imperatore per sistemare definitivamente l'assetto geopolitico dell'Italia del Nord in funzione filo-asburgica; a ciò indotto anche dalla morte, senza eredi, di Francesco II Sforza nel 1535. Quest'ultimo evento indusse il Re di Francia ad avanzare nuovamente pretese sul Ducato di Milano, sempre in forza del già richiamato "testamento dei Visconti".

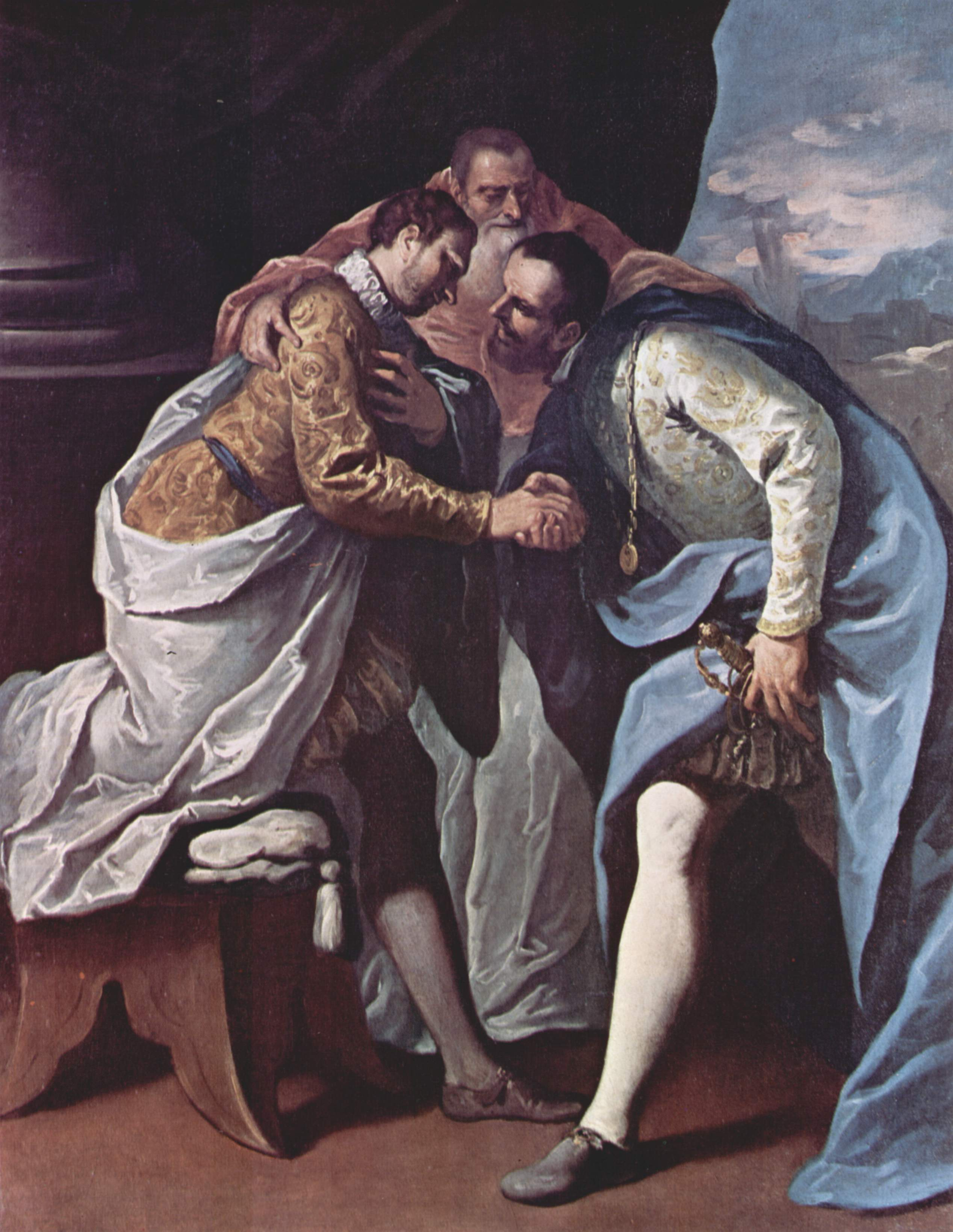
Francesco I e Carlo V si riconciliano grazie alla mediazione del Papa Paolo III
autore: Sebastiano Ricci (1688)

Francesco I diede inizio alle ostilità nel febbraio del 1536 con l'invasione del Ducato di Savoia guidato, in quel momento, dal duca Carlo II, cognato dell'Imperatore, avendo essi sposato due sorelle, il primo Beatrice e il secondo Isabella, figlie del Re del Portogallo Emanuele I d'Aviz, detto "il fortunato". Il possesso del Ducato di Savoia era necessario per la Francia al fine di poter avere, poi, libero passaggio verso la conquista di Milano.
Carlo V dovette rispondere, e, non essendo riuscito ad avere l'appoggio del Papa, dichiaratosi neutrale, sfidò il Re di Francia a singolar tenzone. Questa mossa ebbe l'effetto di aumentare i consensi dell'opinione pubblica europea verso l'Imperatore.
Nell'estate del 1536 Carlo V attaccò Francesco I su due fronti: dalla Provenza e dalle Fiandre, mentre un terzo fronte fu aperto dal Re di Francia in Piemonte. Le operazioni belliche fallirono su tutti i fronti, per cui si giunse ad una posizione di stallo: né vincitori, né vinti.
Sul finire del 1536 Carlo V tornò in Spagna per un periodo di riflessione e per occuparsi degli affari di stato di quel Paese, dal momento che le Cortes continuavano a rimproverargli il suo disinteresse verso gli affari spagnoli, a tutto vantaggio delle vicende legate agli Asburgo e all'Europa centrale.
Nel corso del 1537 Carlo V si impegnò negli affari di stato della Spagna, studiando, nel contempo, una strategia che gli permettesse di chiudere onorevolmente il conflitto con la Francia per potersi dedicare anche alla risoluzione dei problemi creati dai luterani in Germania e dai Turchi ai confini orientali dell'Impero.
Ma nella primavera del 1537 la Francia ruppe gli indugi e lanciò una nuova violenta offensiva nei Paesi Bassi. Furono combattute battaglie sanguinosissime a Lens, Arras, Crécy, Hesdin, che indussero i francesi e gli imperiali a concludere un armistizio a Bomy nel giugno del 1537, a seguito del quale papa Paolo III avanzò la sua mediazione che portò al Convegno di Nizza nel giugno del 1538. Nel Convegno di Nizza fu concordata una tregua decennale con il riconoscimento dello "statu quo". Si concludeva così, con un nulla di fatto, il terzo conflitto tra la Francia e l'Impero.

## Quarta guerra: 1542-1544

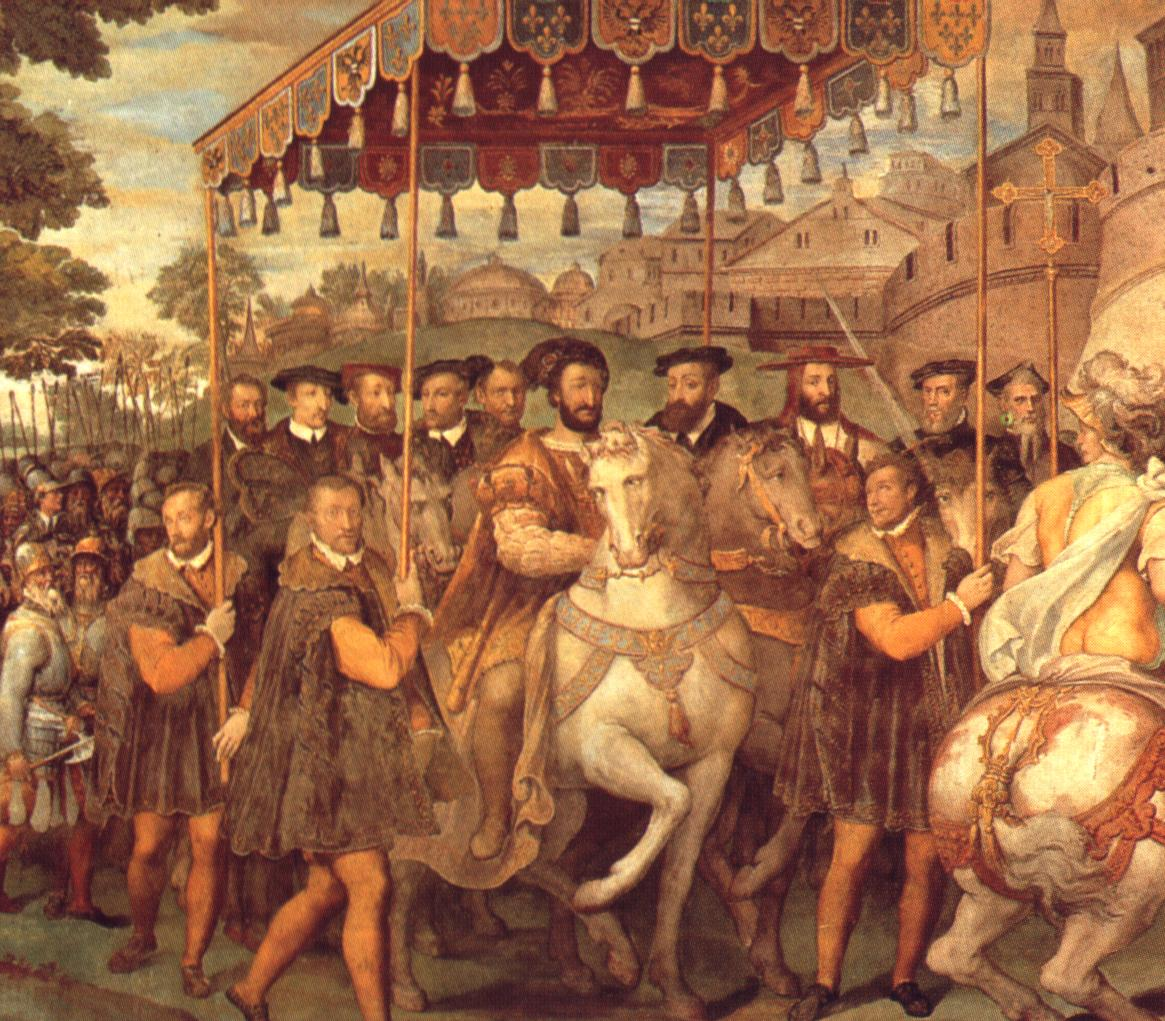
Francesco I e Carlo V entrano a Parigi, nel 1540
autore: Taddeo Zuccari (1559)

Sul finire del 1540 Carlo V concesse l'investitura del Ducato di Milano al figlio Filippo. In tal modo veniva sancita l'egemonia della Spagna su Milano e sull'Italia settentrionale, che andava ad aggiungersi a quella già esistente nell'Italia meridionale per via della presenza da lungo tempo degli Aragonesi.
Gli Aragonesi, infatti, si erano installati stabilmente nell'Italia meridionale da molto tempo; prima in Sicilia a seguito della Pace di Caltabellotta sottoscritta nel 1303 tra Re Federico III d'Aragona e Carlo II d'Angiò; poi si erano impossessati di Napoli e di tutto il meridione d'Italia con Alfonso I d'Aragona, detto "il magnanimo", il quale aveva strappato la corona a Renato, ultimo re angioino di Napoli.
Ciò voleva dire che sul finire del 1540 tutta l'Italia si trovava sotto il controllo di Carlo V, eccezion fatta del solo Stato pontificio.
Una siffatta situazione spinse il Re di Francia, alla fine del 1541, ad allearsi con Solimano il Magnifico, con la Danimarca e la Svezia. Enrico II, profittando della sconfitta di Carlo V nella spedizione di Algeri, e fidando nella promessa di un sostanzioso appoggio militare da parte di Solimano, nel luglio del 1542 dichiarò guerra all'Imperatore, lanciando ben due offensive: a nord nel Lussemburgo e a sud in Navarra.
In quel periodo Carlo V si trovava in Spagna, tutto intento ad occuparsi del riordino delle finanze statali, per cui diede disposizioni alla sorella Maria d'Ungheria, reggente dei Paesi Bassi, di organizzare la difesa delle Fiandre nell'attesa della sua discesa in campo in prima persona.
Le operazioni belliche si svolsero nelle province fiamminghe con inaudita ferocia: violente battaglie furono combattute ad Anversa, Malines e Bruxelles. Tutto ciò accadeva nel mese di luglio del 1542.
Improvvisamente l'offensiva francese si arrestò. La ragione era molto semplice ed era sempre la stessa: la mancanza di danaro che impediva al Re di pagare le soldatesche. Il Re di Francia era afflitto, cioè, dallo stesso male dell'Imperatore, la mancanza di danaro.
La penuria di danaro che affliggeva i due contendenti provocò lo stallo delle operazioni militari fino all'estate del 1543 allorquando si conclusero gli accordi tra l'Imperatore ed Enrico VIII d'Inghilterra. Subito dopo Carlo ed Enrico dichiararono guerra alla Francia e tale dichiarazione di guerra ebbe come prima ed immediata conseguenza la riduzione della pressione francese nelle Fiandre e nei Paesi Bassi.
Poiché la Francia si era alleata con i Turchi, Carlo V riteneva che papa Paolo III avrebbe abbandonato la sua dichiarata posizione di neutralità per schierarsi a fianco dell'Impero. In tale aspettativa l'Imperatore, nello stesso mese di giugno del 1543, incontrò il Papa a Busseto nel Parmense. Nell'agenda dei colloqui erano previsti soltanto due argomenti: l'opposizione all'Impero ottomano e la convocazione di un Concilio sulla questione luterana. Nel corso dei lavori emerse, però, un terzo argomento, la malcelata richiesta del Pontefice di far assegnare il Ducato di Milano ai Farnese, famiglia cui apparteneva il Papa. Rispuntava così nuovamente il nepotismo nella Santa Sede.
I colloqui di Busseto si conclusero con un nulla di fatto, per cui l'Imperatore, avendo necessità assoluta di sostegno finanziario e militare, fu costretto a rivolgersi ai Principi tedeschi, convocandoli a Norimberga in due diete, tra l'autunno del 1542 e l'estate del 1543.
Nel corso delle due diete, Carlo V riuscì ad ottenere l'appoggio di tutta la Germania, sfruttando la divisione tra principi cattolici e principi luterani. Questo appoggio si tramutò in un'immediata offensiva degli imperiali nella Gheldria e la sua conseguente riconquista. La Gheldria era l'ultima regione mancante per l'unificazione dei Paesi Bassi e si trovava nelle mani del Duca di Kleve, alleato della Francia.
Sull'onda del successo l'Imperatore proseguì le operazioni militari con la conquista della città di Cambrai, completando così l'unificazione dei Paesi Bassi. Tutto ciò avveniva nell'autunno del 1543.
Però, ancora una volta, la mancanza di danaro costrinse i contendenti a una nuova situazione di stallo. Si giunse così al mese di febbraio del 1544.
Carlo V convocò una Dieta a Spira nella quale, assumendo una posizione molto critica verso la Santa Sede, ottenne dai Principi tedeschi notevoli aiuti, tali da consentirgli di riprendere le operazioni militari contro la Francia, senza più l'assillo della penuria di danaro.
Ovviamente, questo sostegno gli costò il riconoscimento della pari dignità tra le due confessioni, quella cattolica e quella luterana. Questo risultato fu il trionfo della "ragion di stato". Così come Francesco I si era alleato con i musulmani pur di sconfiggere Carlo V, anche l'Imperatore, lo strenuo difensore della Chiesa cattolica, strinse alleanza con i luterani e con lo scismatico Enrico VIII d'Inghilterra, pur di prevalere nello scontro armato con i francesi.
Le ostilità ripresero nel mese di aprile del 1544: i francesi conseguirono una vittoria a Ceresole Alba in Piemonte, sconfiggendo gli spagnoli. Carlo V riconquistò il Lussemburgo e si avviò sulla strada di Parigi. Enrico VIII mise sotto assedio Boulogne. A questo punto si ripeté il solito copione: la sospensione delle azioni belliche e la firma della Pace di Crépy, nel mese di settembre del 1544.
Il Re di Francia avanzò per primo la proposta di chiudere le ostilità a causa della solita cronica penuria di danaro e l'Imperatore accettò immediatamente, soprattutto per liberarsi dell'alleanza con Enrico VIII, temendo che il prolungarsi della guerra con la Francia avrebbe provocato un'eccessiva ingerenza dell'Inghilterra nelle vicende dell'Europa continentale.
La Pace di Crépy stabiliva, ufficialmente, che la Francia si sarebbe impegnata a dare il suo appoggio alla lotta contro i Turchi e, ufficiosamente, che Francesco I avrebbe dato il suo appoggio sia alla convocazione di un Concilio sia per la lotta ai Principi protestanti tedeschi. Con la Pace di Crépy Francesco I rinunciava all'Italia, mentre Carlo V rinunciava alla Borgogna.
Le spese di questa guerra, in termini politici e territoriali, furono sostenute dal Ducato di Savoia che uscì dal conflitto pressoché annientato. La Francia, nonostante la sconfitta, poté mantenere i territori occupati durante la guerra; vale a dire Torino, Chivasso, la Valle di Susa e il comprensorio sabaudo d'oltralpe (cioè verso la Francia). Carlo V si riservò il controllo di tutto il Piemonte orientale. Al centro dei due schieramenti fu ritagliata una zona cuscinetto, tra l'altro anche discontinua, assegnata al duca Carlo II di Savoia, comprendente Nizza, Cuneo, Asti, Ivrea, Fossano, Vercelli e la Valle d'Aosta. Il Ducato di Savoia, o, meglio, ciò che restava del Ducato di Savoia, doveva servire solo come avamposto militare dell'Impero a difesa dell'Italia del Nord.
Dovranno trascorrere oltre centocinquanta anni prima di rivedere la Savoia riacquistare la propria integrità territoriale.
La Pace di Crépy fu il trionfo di Carlo V.